# Юберзее
Юберзее (нім. Übersee) — громада в Німеччині, розташована в землі Баварія. Підпорядковується адміністративному округу Верхня Баварія. Входить до складу району Траунштайн.
Площа — 30,53 км2. Населення становить 5050 ос. (станом на 31 грудня 2020).